# 神獣 (聖剣伝説)
神獣（しんじゅう）とは、スクウェア（現スクウェア・エニックス）から発売されたコンピュータゲームソフト『聖剣伝説』シリーズに登場する架空のキャラクターである。『聖剣伝説2』『聖剣伝説3』『聖剣伝説DS CHILDREN of MANA』『聖剣伝説 HEROES of MANA』『聖剣伝説 VISIONS of MANA』の5作品に登場し、聖剣伝説シリーズの世界観に深く関わっている。各作品で神獣の設定は異なっているが、『聖剣伝説3』以降の作品では、基本的に『聖剣伝説3』の神獣の設定を準用している。

## 聖剣伝説2
本作の最終ボスであるが、一概に悪と言える存在ではない。
太古の昔、マナをエネルギーとして利用した文明時代で人類は繁栄を極めたが、マナの枯渇問題に直面するとマナの使用権利を巡って、終わりの無い戦乱の時代に突入した。そしてその戦乱の末期には、後世の「マナの要塞」（当時は「空中要塞ギガント」と呼ばれていた）が生み出された。しかし、要塞は残り少ないマナの力を更に大きく減少させ、同時に人の手に余るその強大な力は神々の怒りを買い、人類を罰するために神獣が遣わされた。神獣はマナの要塞と激突し、全世界がその戦いの余波で炎と毒に包まれ、世界中の文明が破壊されるほどの大災害をもたらした。マナの要塞が当時の聖剣の勇者によって落とされると、神獣も人々の前から姿を消した。これによって世界の文明は大幅に後退したが、平和が戻ったと伝えられる。
現在では小型の個体が複数存在し、四季の森や氷の国の上空を飛行しているところを見ることができる。マタンゴ王国ではこれを「神の獣」と呼び、上述の神獣とは別物と見ている。実際はこの「神の獣たち」が合一して生まれるのが「神獣」である。神獣の外見はフラミーに酷似している（ランディは、元々は同じ種族だったのではと推測している）。実は神獣とはマナを回復させることができる唯一の存在だが、あまりにも急速にマナが失われると反動で凶暴化するという性質を持つ。このためマナを動力として動く要塞が出現すると、膨大なマナが要塞に吸収され、神の獣たちが合一して凶暴な神獣となるという図式になっている。
マナが減少したことで世界中の神の獣が融合し、巨大な個体となった神獣が本作のラストボスに当たる。上述のようにマナが急速に減少したことで凶暴化しており、世界が滅亡する恐れがあるためランディたちは戦うこととなる。その肉体はマナの剣でしか傷つけられない（他の武器でもクリティカル時のみ有効。また戦闘開始からしばらくすると魔法反射のカウンタマジックLv.8を行うため魔法もほとんど効かない）。この闘いではプレイヤーは攻撃を回避することができず、ティンクルバリアなどで無効化したりタイミングを見てダメージを回復させる必要がある。攻撃方法は突進とセイントビーム。そして最大の攻撃として極大の火炎放射を見舞う。
最終的に多くの犠牲と悲しみを乗り越えた聖剣の勇者によってその身を砕かれ、神獣の欠片は雪となって世界に降り注いだ。神獣を降臨させ地上に崩壊の危機をもたらしたのはマナの力に魅入られた人間たちだったが、邪悪な野望を打ち砕き、神獣を打ち倒したのも勇気と知恵と愛を胸に手を取り合った人の子たちであった。

## 聖剣伝説3
太古の時代に世界を危機に陥れた存在で、マナの女神によって8つのマナストーンに封印されていたが、マナストーンが破壊され、封印が解けたことで復活した。それぞれの属性の災厄を体現した姿をしている。全ての神獣が一つになったとき、世界は滅びるといわれている。神獣が倒されるとの残りの神獣がその力を取り込んで強化されるという性質を持つ。全ての神獣を倒した時、神獣が一つになった力がマナの剣に宿ることになる。神獣は全て主人公たちによって滅ぼされたが、マナの剣を用いてその力を得たのが本作のラストボスに当たる。
ザン・ビエ
火の神獣。火のマナストーン所在地であるファ・ザード大陸南部の「火炎の谷」にいる。全身が炎で包まれ、角が生えた鳥のような頭部を火の玉が取り囲む姿をしており、炎の竜巻のような姿などに形状を変化させる。また、マグマだまりも本体の一部である。
フィーグムンド
水の神獣。水のマナストーン所在地であるウィンテッド大陸南西部の「氷壁の迷宮」にいる。鰭を備えた爬虫類のような姿をしており、時折、氷床の裏側へ移動してヤモリのように張り付く。
ランドアンバー
土の神獣。土のマナストーン所在地であるファ・ザード大陸北中部の「宝石の谷ドリアン」にいる。機械もしくはロボットのような姿をしており、下部に露出したオレンジ色の核のようなものや巨大な両腕が特徴的である。また、核のようなものは，TRIALS of MANA にて結界のようなものが貼られている
ダンガード
風の神獣。風のマナストーン所在地であるファ・ザード大陸東部の「風の回廊」から復活し、世界中の上空を飛行している。左右違う色の、長い首の鳥の頭が2つに、ライオンのような胴体と竜のような翼をもった鳥獣の形態をしており、HPは全神獣中最高。風の回廊からフラミーに乗って空中で戦闘を行うことになる。戦闘中に3度のアングル切替が発生し、戦闘が一時中断されるため敵味方全てのステータス変動はその都度解除される。
ライトゲイザー
光の神獣。光のマナストーン所在地であるファ・ザード大陸中部の「光の古代遺跡」にいる。脳のような紫色の球体の中央に大きな目が一つある外見をしている。空中を浮遊しているが、時折、跳躍やテレポーテーションで移動する。また、身体の色を変化させることもある。
ゼーブル・ファー
闇の神獣。必ず最後に戦うこととなる。出現場所は主人公によって異なる。具体的には、主人公がデュランかアンジェラの場合は「ガラスの砂漠」の道中にある小洞窟、ケヴィンかシャルロットの場合は「幻惑のジャングル」の崖の上、ホークアイかリースの場合は「暗闇の洞窟」の道中に出現する。左右に道化師のような顔、中央に本体である女性のような顔という三位一体の外見をしている。かつてマナストーンのエネルギーを奪い合っていた時代に闇の魔物が世界情勢に付け込んで発生した一度目の世界大戦で闇の力が増大し、一度だけ封印が解けて蘇ったといわれており、闇の神獣と魔物達は世界を滅亡寸前まで荒廃させたとされる。フォルセナの図書館でゼーブル・ファーの名前だけが記されていない。人類滅亡寸前に闇の魔物達と共に突如として姿を消したとされるが、その理由や原因は作中では語られなかった。少なくともゼーブル・ファーは魔界に移動し再び闇のマナストーンに姿を変えて現世を窺っていたという。黒の貴公子が自らの命を代償に魔界から闇のマナストーンを召喚したことで復活した。
ドラン
月の神獣。月のマナストーン所在地であるファ・ザート大陸中西部の「月読みの塔」の屋上に到達すると出現する。月読みの塔よりも巨大で、大きな角が生えた頭部に鋭い牙と爪を備えた白い山羊のような外見をしている。特殊技「スパイラルムーン」は最大HP低下効果を持ち、ドラン自身の攻撃力の高さも相まって非常に厄介。
ミスポルム
木の神獣。木のマナストーン所在地であるウィンテッド大陸東部の「ワンダーの樹海」にいる。ジャックランタンのような姿をしている。本体は移動せず、左右に備えた触手を振り回す。触手の先端には頭部がついている。
上記8体の神獣は、時間が経過すると覚醒して強さが増し、最終的に一つに融合し最終形態となるという事がフェアリーから語られる。

先手を打って主人公たちが倒しに向かうも、倒した神獣の力は敵勢力に奪われた「マナの剣」によって吸収され、

神獣を全滅させた時点で敵勢力は神獣の最終形態の力を手に入れたのと同然の状態になる。この力を得た黒幕が本作の最終ボスとなる。

## 聖剣伝説 LEGEND OF MANA
ゼーブル・ファーがボスとして登場したり、「フィーグ雪原」というフィーグムンドを連想させる地名が登場すると言った要素がある。作中にステージとして登場したルシェイメアも神獣が異界に堕ちた姿とされている。
今作におけるゼーブル・ファーは人魂のような姿で、『3』での道化師風の顔に似た石像に憑依して攻撃してくる。

## 聖剣伝説DS CHILDREN of MANA
マナの王に従える「凶獣」と呼ばれる神獣の昔の姿が登場する。聖剣の力で4体の凶獣から8体の神獣が誕生した。

神獣たちと直に出会うイベントも存在するが、全員が同様の口調になっており個性はとても薄い。
ザンガ
ザン・ビエとダンガードの前身で、炎を纏った4本脚を持つ怪鳥の姿をしている。
ゲイラム
ライトゲイザーとミスポルムの前身で、一つ目の植物の外見をしており、子ゲイラム8体が周囲を覆っている。本体は子ゲイラムを放出する。
ゼードル
ゼーブルファーとドランの前身で、狼・サイ・マントヒヒに似た顔を持つ巨大な獣の姿をしている。
ランドムンド
ランドアンバーとフィーグムンドの前身で、身体の一部が氷が覆われている岩のような獣の姿をしている。

## 聖剣伝説4
聖剣伝説DS CHILDREN of MANAの10年前の話。貝がら海岸には千年前に石化した8体の神獣と思しき岩が海岸に横たわっている。

## 聖剣伝説 HEROES of MANA
ゼーブル・ファー除く神獣を召喚することができる。敵として登場する神獣もいるが数は少ない。

## 聖剣伝説 VISIONS of MANA
かつてクィ・ディールがファ・ディールと呼ばれていた時代、マナの循環がされている5つの世界の内の神界に属する存在だったが、人間界の人間達がマナの独占を目論んだ結果、以下の神獣達が暴走して人間界を滅ぼすべく侵攻を開始。その結果、ファ・ディールの5つの世界が融合してマナの循環が止まったクィ・ディールへ変貌。神獣の侵攻を阻止するため、マナの女神はディロフォロスに聖剣と8つの精霊器を与え、ディロフォロスは神獣の封印に成功するが、突如マナの女神へ反旗を翻したため封印される。その後、オーリンを利用して封印から解放されたディロフォロスは、神獣と共に封印された自身の力を取り戻すべく神獣の封印を解放した。
ゲールース
土の神獣。物語で最初に戦うこととなる。
ゼーブル・ファー
声 - 渡辺明乃（中央）、水中雅章（左）、伊藤健太郎（右）
闇の神獣。『3』と同じ姿で登場。
セラーフィア
声 - 小清水亜美
光の神獣。
ヴェイオロス
風の神獣。ヴェイオロス、トート・マーニ、ガンドーン、ファウルクスは戦う順番を選択できる。
トート・マーニ
月の神獣。
ガンドーン
水の神獣。
ファウルクス
木の神獣。
ヴァルキベル
火の神獣。必ず最後に戦うこととなる。